# إدوارد ماركاروف
إدوارد ماركاروف (بالأرمنية: Էդուարդ Մարկարով)‏ مواليد 20 يونيو 1942 في باكو، الجمهورية الأذرية السوفيتية الاشتراكية، الاتحاد السوفيتي، هو لاعب كرة قدم أرمني دولي سابق كان يلعب كمهاجم. سبق له أن لعب في كأس العالم لكرة القدم مع منتخب بلاده.

## المسيرة الاحترافية

### أندية لعب لها
- نادي نيفتشي باكو

## روابط خارجية
- إدوارد ماركاروف على موقع قاعدة بيانات كرة القدم.إي يو (الإنجليزية)
- إدوارد ماركاروف على موقع ناشيونال فوتبول تيمز (الإنجليزية)
- إدوارد ماركاروف على موقع عالم كرة القدم.نت (الإنجليزية)